# Râul Andrikovski
Râul Andrikovski (în ucraineană Андриківський, transliterat: Andrîkivskîi) este un curs de apă, afluent de stânga al Cobilioarei, pe teritoriul Ucrainei. 